# Musa Qala
Musa Qala, alternativt Musa Qalah eller Musa Qaleh, är en by och administrativt centrum för Musa Qaleh-distriktet i Helmandprovinsen i Afghanistan. 
Invånarantalet är osäkert och har uppskattats till mellan 2 000 och 15 000. 
I byn ägde 2006 svåra strider rum mellan talibanrebeller och NATO-styrkan ISAF. Danska soldater upplevde denna sommar en av de värsta strider som danska förband deltagit i sedan det andra slesvigska kriget 1864. 
I oktober 2006 underskrevs ett avtal mellan byns äldsterråd ("shuran") och brittiska NATO-styrkor. De sistnämnda drog tillbaka sina styrkor mot löften om att Taliban inte skulle tillåtas använda byn. I februari 2007 erövrade dock talibanstyrkorna byn, satte eld på stadshuset och fängslade de ledare som hade samarbetat med NATO.
Amerikanska, brittiska och afghanska styrkor inledde en offensiv mot Musa Qala fredag den 7 december 2007 för att försöka erövra byn. Det afghanska försvarsdepartementet uppgav att två viktiga civila talibanledare, mullorna Rahim och Matin Akhond, fångades under attacken.